# Centella coriacea
Centella coriacea là một loài thực vật có hoa trong họ Hoa tán. Loài này được Nannf. mô tả khoa học đầu tiên năm 1924.